# Piá (futebolista)
Reginaldo Rivelino Jandoso, mais conhecido como Piá (Cornélio Procópio, 28 de novembro de 1973), é um ex-futebolista brasileiro que atuava como meio campo. 

## Carreira
Iniciou a carreira profissional na Inter de Limeira em 1992.
Passou pelo Santos em 1996, atuando em dez partidas.
Seus melhores anos como jogador foram na Ponte Preta, onde foi um dos principais jogadores do elenco que levou a Ponte às semifinais do Campeonato Paulista e da Copa do Brasil em 2001.
Se transferiu para o Corinthians em 2004, mas ficou por pouco tempo no time do Parque São Jorge, entrando em campo apenas cinco vezes, entre abril e maio daquele ano. Acertou com a Portuguesa ainda em 2004.
Também jogou Coritiba, entre outros.
Seu último clube foi o União São João em 2013.

## Prisões
No dia 23 de janeiro de 2014, Piá foi preso por tentativa de assalto a um banco de Campinas.
No dia 25 de abril de 2015, foi novamente preso por tentativa de furto a caixa eletrônico em Americana.
Acabou na cadeia mais uma vez, em 14 de agosto de 2015, ao tentar furtar um caixa eletrônico em Bauru.
O ex-jogador tentou recomeçar a carreira no futebol, como auxiliar no Inter de Limeira. Contudo, foi novamente detido em 23 de maio de 2020, flagrado furtando envelopes de depósitos em caixas eletrônicos; segundo a polícia, ele e um comparsa vinham sendo monitorados e foram pegos quando saíam de uma agência na cidade de Cordeirópolis com R$ 141 em dinheiro e um cheque no valor de R$ 8.300,00. Eles foram soltos dias depois e passaram a responder a esse processo em liberdade.